# Denkhüte von De Bono
Denkhüte von De Bono (englisch Six Thinking Hats) ist eine von Edward de Bono 1986 vorgestellte Kreativitätstechnik. Es handelt sich dabei um ein Werkzeug für Gruppendiskussionen und individuelles Denken. Es beinhaltet sechs verschiedenfarbige „Hüte“. Ein mit dieser Methode verknüpftes paralleles Denken soll Denkprozesse insbesondere in Gruppen effizienter machen.

## Prinzipien
Ein Ausgangspunkt der Methode liegt in der Annahme, dass das Gehirn in unterschiedlichen Weisen denkt, die bewusst angesteuert werden können, und somit in einer Diskussion zu bestimmten Zeiten eingesetzt werden können. 
De Bono geht davon aus, dass es zu Kommunikationsschwierigkeiten kommt, wenn eine Person beispielsweise gerade ihre Gefühle zu etwas äußert und daraufhin eine andere analytisch an die Problemstellung herangeht. 
Die einzelnen Hüte stehen für
- blau: ordnendes, moderierendes Denken: Überblick über die Prozesse, momentaner Stand des Entscheidungsprozesses (,Big Picture‘: der blaue Himmel)
- weiß: analytisches Denken: Fakten, was ist bekannt und was nicht, welche Anforderungen bestehen und wie können sie erreicht werden (objektiv: das weiße Blatt)
- rot: emotionales Denken, Empfinden: Konzentration auf Gefühle und Meinungen (subjektiv: Feuer und Wärme)
- schwarz: kritisches Denken: Risikobetrachtung, Probleme, Skepsis, Kritik und Ängste mitteilen (kritisch: Schwarzmalerei, Advocatus Diaboli)
- gelb: optimistisches Denken: Chancen, was ist das Best-Case-Szenario (spekulativ: Sonnenschein)
- grün: kreatives, assoziatives, divergentes bzw. laterales Denken: neue Ideen, Kreativität (konstruktiv: Wachstum)

Dieser Methodik liegt das von de Bono entwickelte parallele Denken zugrunde. Das bedeutet, dass bei der Bearbeitung einer Aufgabe alle Beteiligten stets die gleiche Hutfarbe aufhaben und gemeinsam die Hüte wechseln, mithin parallel denken. So werden Konflikte vermieden und dennoch alle Positionen berücksichtigt. De Bono selbst bezeichnet die sechs Denkhüte auch als Methode zur Verbesserung der Kommunikation in einer Gruppe.

## Vorgehensweisen
Bei einer moderierten Diskussion kann der Moderator die Teilnehmer zum Beispiel auffordern: „Jetzt hätte ich gern ein paar grüne Beiträge.“ Bei einer unmoderierten Diskussion kündigen die Teilnehmer die Art ihres Beitrags durch die Farbwahl an: „Ich setze jetzt den blauen Hut auf und schlage eine kurze Pause vor.“

## Nutzen, Stärken und Schwächen
Die Denkhüte nutzen die menschliche Fähigkeit des Verstellens. Da alle Teilnehmer eine Rolle spielen, sind differenziertere Diskussionen möglich, als wenn jeder Teilnehmer „er selbst“ ist. Dieser Gewinn an Offenheit wird zum Teil durch theatralisches Verhalten erkauft, da die Rollen gerne übersteigert dargestellt werden. Die Verteilung von Rollen soll sicherstellen, dass möglichst viele Denkmodi für eine Entscheidung berücksichtigt werden können. Durch vorgelagerte Übungen sollte sichergestellt sein, dass das Thema ausreichend tief verstanden wird.
Wie bei den meisten Gruppentechniken wird eine Moderation empfohlen. Insbesondere, wenn Gruppenmitglieder sich stark im Temperament und Orientierung (introvertiert, extrovertiert) unterscheiden, könnten Blickwinkel überbetont werden, weil die Rolle überstark repräsentiert wird.